# 성 밸런타인 데이 학살
성 밸런타인 데이 학살(영어: Saint Valentine's Day Massacre)은 1929년 성 밸런타인 데이에 시카고 노스사이드 갱단의 구성원 및 관련자 7명이 살해된 사건이다. 1929년 2월 14일 아침, 시카고 링컨 파크의 한 차고에 모여 있던 이들은 경찰관으로 변장한 2명을 포함한 신원미상의 범인 4명에 의해 벽에 세워진 뒤 총격을 당했다.
이 살인 사건은 금주법 시기 시카고의 조직범죄 지배권을 둘러싸고, 주로 아일랜드계로 구성되어 조지 "벅스" 모란이 이끄는 노스사이더스와 이탈리아계가 주축인 알 카포네의 시카고 아웃핏 간의 경쟁에서 비롯되었다. 범인들의 정체는 아직까지 명확히 밝혀지지 않았으나, 카포네 밑에서 일하던 이건스 랫츠 갱단의 전직 멤버들이 연루된 것으로 추정된다. 한편 일각에서는 경찰관의 아들이 살해된 것에 대한 보복을 원했던 시카고 경찰국 소속 인물들이 관여했다는 주장도 제기하고 있다.